# Cantón de Marcillat-en-Combraille
El cantón de Marcillat-en-Combraille era una división administrativa francesa, que estaba situada en el departamento de Allier y la región de Auvernia.

## Composición
El cantón estaba formado por trece comunas:
- Arpheuilles-Saint-Priest
- Durdat-Larequille
- La Celle
- La Petite-Marche
- Marcillat-en-Combraille
- Mazirat
- Ronnet
- Sainte-Thérence
- Saint-Fargeol
- Saint-Genest
- Saint-Marcel-en-Marcillat
- Terjat
- Villebret

## Supresión del cantón de Marcillat-en-Combraille
En aplicación del Decreto n.º 2014-265, de 27 de febrero de 2014, el cantón de Marcillat-en-Combraille fue suprimido el 22 de marzo de 2015 y sus 13 comunas pasaron a formar parte del nuevo cantón de Montluçon-3.